# قطعنامه ۱۰۷ شورای امنیت
قطعنامه ۱۰۷ شورای امنیت سازمان ملل متحد که در تاریخ ۳۰ مارس ۱۹۵۵ تصویب شد، سندی بین‌المللی دربارهٔ مسئلهٔ فلسطین است. این قطعنامه طی نشست ۶۹۶ام با ۱۱ موافق، ۰ مخالف و ۰ ممتنع تصویب شد.